# Anthony Spinelli
Anthony Spinelli (21 de fevereiro de 1927 – 29 de maio de 2000) foi o nome artístico de um diretor de filme pornográfico norte-americano. Foi o pai do diretor de cinema adulto Mitchell Spinelli e era irmão mais novo do ator Jack Weston.[carece de fontes?]

## Prêmios
- 1985 AVN Award – Melhor diretor, Filme (Dixie Ray, Hollywood Star)[carece de fontes?]
- 1993 AVN Award – Melhor diretor, Vídeo (The Party)[3]
- XRCO Hall of Fame introduzido[4]
- AVN Hall of Fame introduzido[5]